# Dohňany
Dohňany (em húngaro: Donány; alemão: Dohnan) é um município da Eslováquia, situado no distrito de Púchov, na região de Trenčín. Tem 28,75 km² de área e sua população em 2018 foi estimada em 1.815 habitantes.

## Demografia
| Ano:        | 1994 | 2004   | 2014   | 2024   |
| ----------- | ---- | ------ | ------ | ------ |
| Broj ljudi: | 1714 | 1757   | 1755   | 1903   |
| Razlika:    |      | +2,50% | -0,11% | +8,43% |

| Ano:               | 2023 | 2024   |
| ------------------ | ---- | ------ |
| Número de pessoas: | 1901 | 1903   |
| Diferença:         |      | +0,10% |